# Trương Thanh Hằng
Trương Thanh Hằng (sinh ngày 1 tháng 5 năm 1986) là một cựu vận động viên điền kinh Việt Nam từng giành nhiều thành tích tại các kỳ thi quốc tế. Cô thường được gọi với danh xưng Nữ hoàng tốc độ của Việt Nam hay cô gái vàng của điền kinh Việt Nam. Trương Thanh Hằng từng đứng đầu danh sách 10 vận động viên tiêu biểu Việt Nam năm 2007 với 1671 điểm và đứng thứ 2 năm 2010 với 1208 điểm. Trương Thanh Hằng từng thi đấu cho đoàn thể thao Ninh Bình, Thành phố Hồ Chí Minh và Đà Nẵng.

## Tiểu sử
Trương Thanh Hằng sinh ngày 1/5/1986 tại Thành phố Hồ Chí Minh. Nguyên quán Trương Thanh Hằng ở Ninh Bình nhưng hiện chỉ bà con bên ngoại sinh sống tại đây. Là con thứ hai trong gia đình có 4 anh chị em. Bố là kỹ sư xây dựng, mẹ làm kinh doanh. Trương Thanh Hằng tập luyện điền kinh từ năm 2000 khi mới 14 tuổi. Cô cao 1m63, nặng 48 kg.
Khi học lớp 5, ở Trường tiểu học Nguyễn Văn Trỗi, quận 2, Hằng có dáng cao, khỏe nên được cử đi thi giải các trường. Tấm huy chương Bạc và phần thưởng 200.000 đồng khi đó chính là bước khởi đầu cho sự nghiệp của cô gái vàng. Đến năm lớp 7, Hằng được gọi vào đội tuyển trẻ tp Hồ Chí Minh nên phải vào học tại trường nghiệp vụ TDTT. Một năm sau cô lại được gọi vào đội tuyển trẻ quốc gia và ra Trung tâm TDTT Trung ương III (Đà Nẵng) học.
Năm 2012 khi đang tập chạy trên đường phố Đà Nẵng, cô bị xe máy cùng chiều tông vào từ phía sau làm gẫy chân. Không thể hồi phục hoàn toàn từ chấn thương này, đầu năm 2015 cô quyết định kết thúc sự nghiệp vận động viên để chuyển qua công tác huấn luyện.

## Thành tích
- Trương Thanh Hằng giành Huy chương Vàng cự ly 800 m tại giải vô địch điền kinh châu Á 2011 với thành tích 2 phút 1 giây 41 cũng kém hơn so với thành tích tốt nhất của chính Trương Thanh Hằng ở cự ly 800m là 2 phút 0 giây 91 ở Asiad 16. Hằng mở đầu chiến dịch chinh phục đường chạy châu lục bằng cự ly 1.500m. Ở cự ly này Hằng nhận HCB, mà một phần nguyên nhân xuất phát từ việc chiến thuật của cô là dành sức cho cự ly sở trường 800m.[5]
- Đại hội thể thao châu Á lần thứ 16: Xuất phát ở đường chạy 1500m nữ, Trương Thanh Hằng sử cán đích với thành tích 4’09’’58, giành HCB ASIAD 16, đồng thời Trương Thanh Hằng cũng tự phá kỷ lục của chính cô tạo dựng ở SEA Games 25 (2009).[6] Đây cũng là thành tích cao nhất tính đến thời điểm hiện tại của Điền kinh Việt Nam ở một kỳ Á vận hội.[7][8]
- Tại giải vô địch điền kinh châu Á lần thứ 17 ở Amman (Jordan) năm 2007, Trương Thanh Hằng bất ngờ giành huy chương vàng cự ly trung bình 800m nữ. Thanh Hằng đã về nhất với thành tích 2’04"77. Vòng chạy chung kết của Hằng có tổng cộng 11 vận động viên và cô chính là đại diện duy nhất của khu vực Đông Nam Á[9]. Đây là chiếc HCV thứ hai của điền kinh VN tại giải vô địch điền kinh châu Á, kể từ khi Bùi Thị Nhung giành ngôi vô địch nhảy cao vào năm 2003.[9]
- Trương Thanh Hằng đã từng 6 lần vô địch và giành huy chương vàng tại các đường chạy 800m và 1.500 m ở đại hội thể thao khu vực Đông Nam Á trong ba kỳ SEA Games 2005 (Vô địch cự ly 1500m với thành tích 4 phút 18 giây 50), 2007 (Vô địch cự ly 800m với 2 phút 02 giây 39, phá kỷ lục 1.500 m với thành tích 4 phút 11 giây 60), 2009 (Vô địch cự ly 800m với 2 phút 02 giây 74).[10][11] Tại SEA Games 2005 Trương Thanh Hằng tiếp tục giành 2 HCV nội dung 800m và 1.500m và được bầu là vận động viên điền kinh xuất sắc nhất của đội tuyển điền kinh Việt Nam năm 2011
- Thành tích đáng chú ý: HC vàng cự ly 1.500 m, HC bạc 800 m ở giải trẻ Hồng Kông mở rộng 2004; Phá kỷ lục giải vô địch quốc gia 2005 ở 1.500 m với thành tích 4'1942 (cũ Nguyễn Lan Anh: 4'1948 tại SEA Games 22); HC đồng SEA Games 23 ở nội dung 800 m; 3 HC vàng Đại hội TDTT toàn quốc lần V ở nội dung 800, 1.500 và 5 km; Ngày 27/7, tại giải điền kinh châu Á, Hằng đã ghi tên vào bảng HC vàng ở nội dung 800 m với thành tích 2'0477 và HC đồng 1.500 m.